# Magdalena – vom Teufel besessen
Magdalena – vom Teufel besessen (en alemany Magdalena, posseïda pel diable) és una pel·lícula de terror alemanya del 1974. Dirigida per Walter Boos sota el pseudònim de Michael Walter, la pel·lícula es va estrenar a les sales el 22 de maig de 1974.

## Argument
La Magdalena es cria en una institució. Tanmateix, la simpàtica noia es converteix en una mesquina, obscena i obsessionada sexualment quan es converteix en l'amfitrió d'un dimoni. Les persones que tracten amb ella estan en perill; els objectes sòlids es converteixen en objectes voladors. Després que els professors no puguin resoldre el cas, un sacerdot intenta curar la Magdalena. Sota hipnosi, el dimoni es revela, s'escapa del cos de la noia com una serp negra sota les ordres d'una pregària i és aixafat per un metge.

## Repartiment
- Dagmar Hedrich: Magdalena
- Werner Bruhns: Prof. Dr. Falk
- Rudolf Schündler: Pfarrer Conrad
- Michael Hinz: Dr. Scholz
- Peter Martin Urtel: Dr. Berger
- Elisabeth Volkmann: Frau Stolz
- Eva Kinsky: Hilde Preiss
- Karl Walter Diess: Henschel
- Günter Clemens: Ruef
- Petra Peters: Martha Maurer
- Ursula Reit: Frau Baumer
- Helena Rosenkranz: Frau Murath
- Toni Treutler: Frau Wikowski

## Producció
Com moltes altres produccions de l'època, la pel·lícula va intentar capitalitzar l'èxit de l'èxit de taquilla L'exorcista. Va ser un gran èxit a taquilla i va recaptar almenys vuit milions amb un cost de producció d'un milió de marcs alemanys. Entre els protagonistes hi ha Rudolf Schündler un dels actors de L'exorcista.

## Crítica
| «                                   | Una pel·lícula de sexe sense qualitat disfressada d'"enfrontament amb l'exorcisme. | » |
| — Lexikon des internationalen Films |                                                                                    |   |